# Ann Blyth
Ann Marie Blyth (Mount Kisco, Nueva York; 16 de agosto de 1928) es una actriz y cantante estadounidense. Es de las últimas divas legendarias sobrevivientes de la Época de Oro de Hollywood.

## Carrera
Ann Blyth comenzó a actuar los 5 años como cantante. Se desarrolló como soprano ligera y actuó en musicales de Broadway. A los 15 años de edad ya tomó parte en musicales de Hollywood. Ya en 1946 fue nominada a los Premios Óscar con el filme Mildred Pierce. Participó en películas de Hollywood hasta el fin de los años 1950, tras lo cual se retiró. En 1953 se casó con el médico James McNulty, con quien tuvo 5 hijos.

## Filmografía
- Chip Off the Old Block (1944)
- The Merry Monahans (1944)
- Babes on Swing Street (1944)
- Bowery to Broadway (1944)
- Mildred Pierce, de Michael Curtiz (1945)
- Swell Guy (1946)
- Brute Force (1947)
- Killer McCoy (1947)
- A Woman's Vengeance (1948)
- Another Part of the Forest (1948)
- Mr. Peabody and the Mermaid (1948)
- Red Canyon (1949)
- Top o' the Morning (1949)
- Once More, My Darling (1949)
- Free for All (1949)
- Our Very Own (1950)
- You Can Change the World (corto documental, 1951)
- Katie Did It (1951)
- The Great Caruso (1951)
- Thunder on the Hill (1951)
- The Golden Horde (1951)
- The House in the Square, conocida también como I'll Never Forget You (1951)
- Screen Snapshots: Hollywood Night Life (cortometraje, 1952)
- Sally and Saint Anne (1952)
- One Minute to Zero (1952)
- The World in His Arms, de Raoul Walsh (1952)
- Crusade for Prayer (1952)
- All the Brothers Were Valiant (1953)
- Rose Marie (1954)
- The Student Prince (1954)
- The King's Thief (1955)
- Kismet (1955)
- Slander (1956)
- The Buster Keaton Story (1957)
- The Helen Morgan Story (1957)

## Premios y distinciones
Premios Óscar
| Año  | Categoría               | Película         | Resultado |
| ---- | ----------------------- | ---------------- | --------- |
| 1946 | Mejor Actriz de Reparto | Alma en suplicio | Nominada  |